# ميلخ أمير أرمينيا الصغرى
ميلخ الأول ولد قبل عام 1120 و توفي في عام 1175 .
كان اللورد الثامن لأرمينيا الصغرى أو لورد الجبال (1170-1175). وضعت انجازات أخيه الأكبر ثوروس الثاني دولة أرمينا الصغرى على أسس راسخة. لكن بعد أن طرد ثوروس الثاني أخاه ميلخ التجأ إلى نور الدين زنكي و اعتنق الدين الإسلامي. بعد وفاة أخيه سنة 1168 و بمساعدة من نور الدين غزا قيليقية سنة 1170 و بعد وفاة نور الدين أطيح بميلخ من قبل ابن أخيه روبن الثالث.